# Napoleon Sarony
Napoleon Sarony Quebec, Canadá, (9 de março, 1821 — Nova Iorque, EUA, 9 de novembro, 1896) foi um litógrafo e fotógrafo dos Estados Unidos.

## Biografia

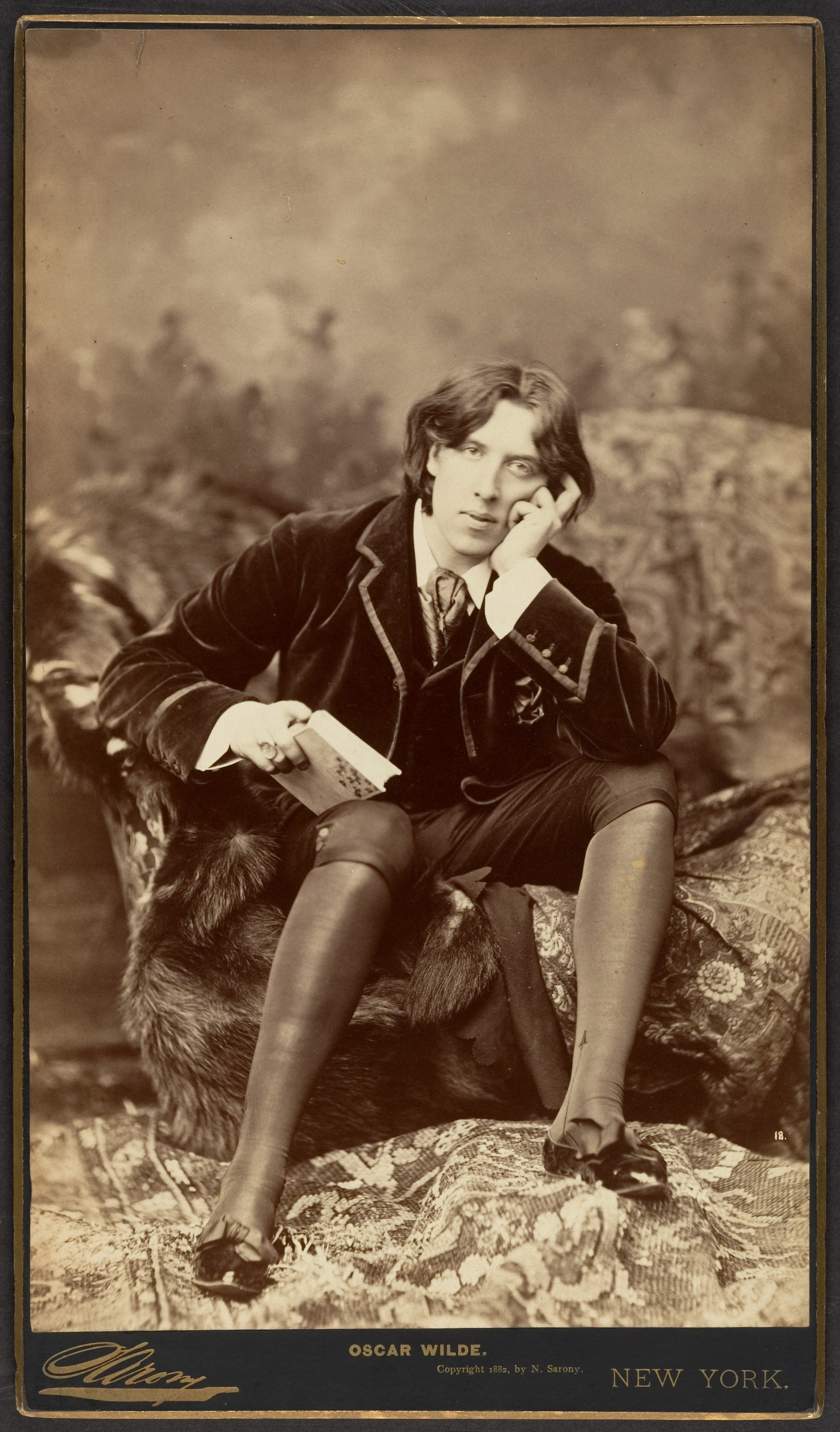
Oscar Wilde No. 18 (1882), fotografia de Sarony, foi motivo do primeiro processo de violação de direitos autorais de fotografias nos Estados Unidos, pedido pelo fotógrafo, que teve decisão favorável da Suprema Corte dos EUA.

Napoleon Sarony nasceu em Quebec, Canadá, mas sua família mudou-se logo para Nova Iorque quando ele era adolescente. Seu pai também havia sido litógrafo.
Sarony trabalhou como ilustrador para a Currier and Ives, empresa de impressões, depois se associou a James Major e eles fundaram o próprio negócio litográfico, a Sarony & Mayor, em 1846. Em 1845, James Major foi substituído por Henry B. Major, e a empresa continuou operando com esse nome até 1853. De 1853 a 1857, a empresa era conhecida como Sarony and Company, e, de 1857 a 1867, como Sarony, Major & Knapp. 
Em 1856, viaja à Inglaterra e aprende fotografia com seu irmão Oliver Sarony. Após seu retorno a Nova Iork, Napoleon Sarony abre seu próprio estúdio fotográfico e logo seus retratos tornaram-se populares.
Sarony deixou a empresa litográfica em 1867 e estabeleceu seu estúdio no número 37 da Union Square, durante uma época em que o retrato de celebridades era moda popular e os fotógrafos pagavam seus modelos famosos para posar para eles, mantendo todos os direitos para vender as fotos.
Seus retratos eram tirados com seus modelos sempre posando de alguma maneira que ele pedia, fato que gerou críticas significativas que consideravam as poses altamente artificiais, mas esse estilo entrou para a história como forma de dramatizar as "poses". Tornaram-se conhecidos os retratos que Sarony que fez da internacionalmente famosa atriz Sarah Bernhardt reclinada e com a mão tocando o solo e em outras posições previamente decididas por Sarony. Tais retratos da atriz se opunham àqueles feitos por Félix Nadar em que Bernhardt aparece com maior naturalidade. Sarony teria pagado à Sarah Bernhardt cerca de $ 1.500 dólares para posar para sua câmera, o equivalente a $ 42.683 dólares em 2019.
Um dos retratos que fez em 1882 de Oscar Wilde foi usado em um anúncio sem o consentimento de Sarony, o que o ele entrar com a primeira ação judicial sobre direitos autorais de fotografias nos Estados Unidos. O processo conhecido como Burrow-Giles Lithographic Co. v. Sarony chegou à Suprema Corte dos Estados Unidos e teve decisão favorável a Sarony. Anos mais tarde, em 1890, Sarony fotografaria a própria Suprema Corte como celebração do centenário do judiciário federal.
Napoleon Sarony morreu em 1896 e enterrado no Brooklin, no Cemitério Green-Wood.

## Galeria com algumas fotos de Sarony

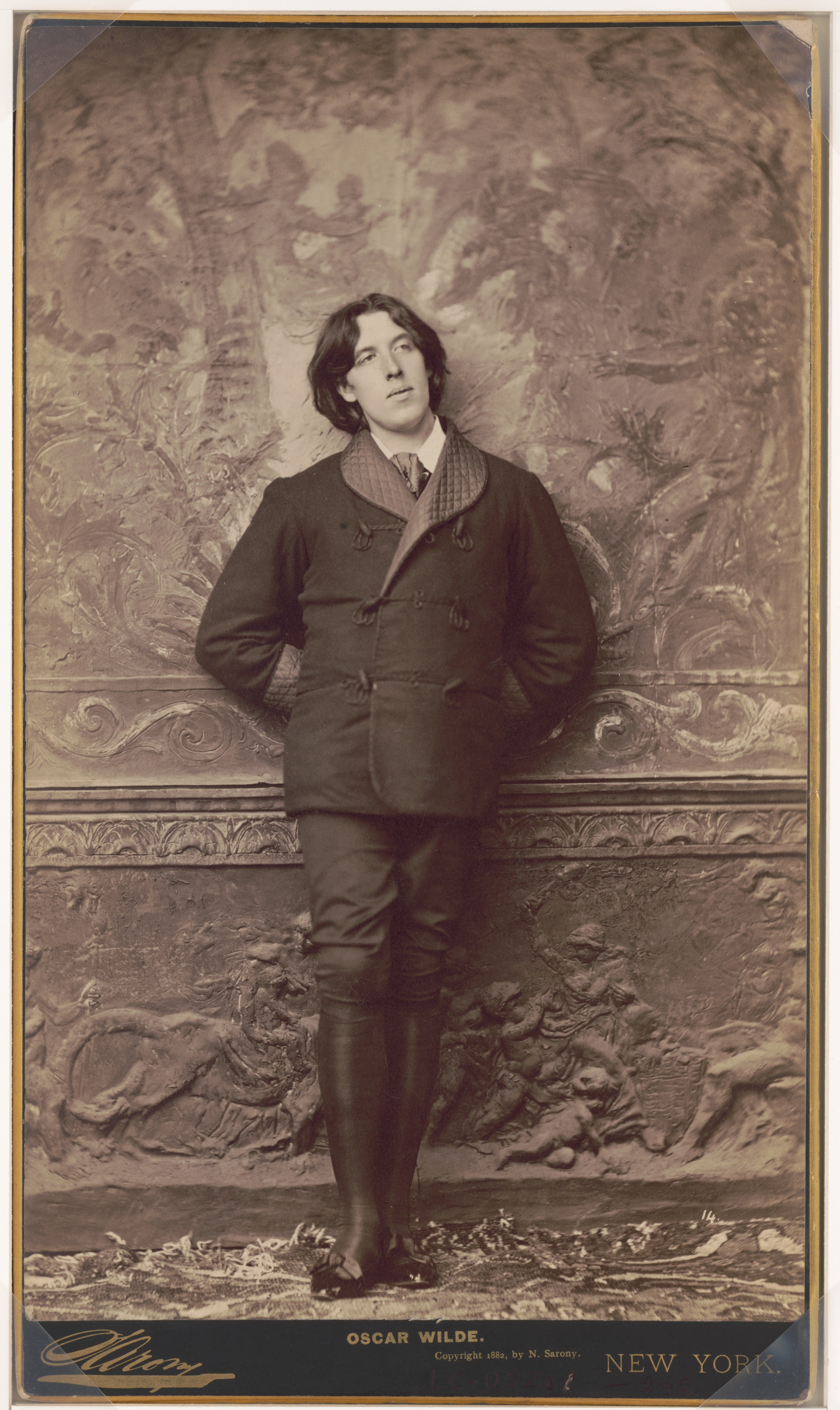
Uma das muitas fotografias de Oscar Wilde por Sarony.
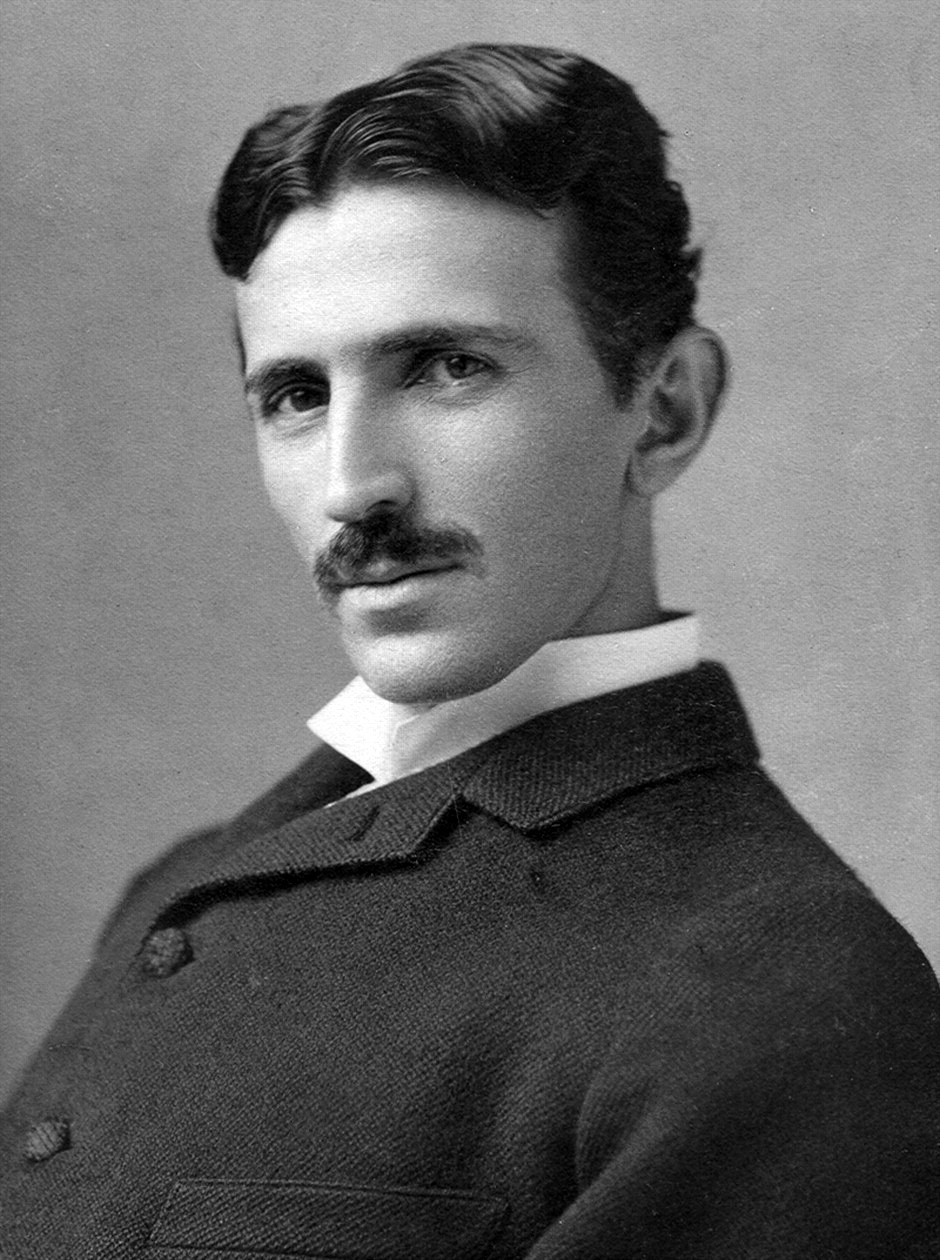
Nikola Tesla.
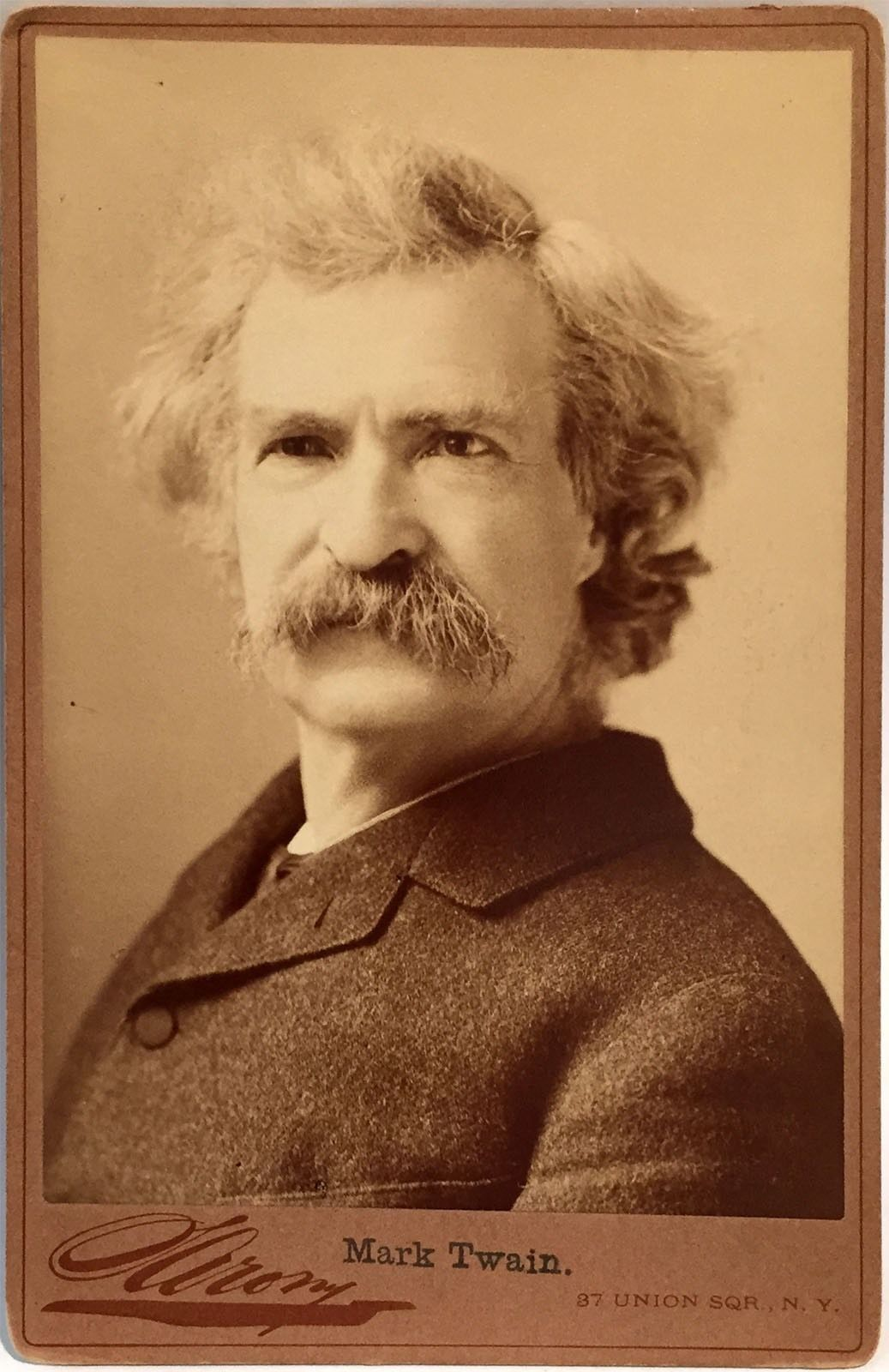
Mark Twain em 1884.
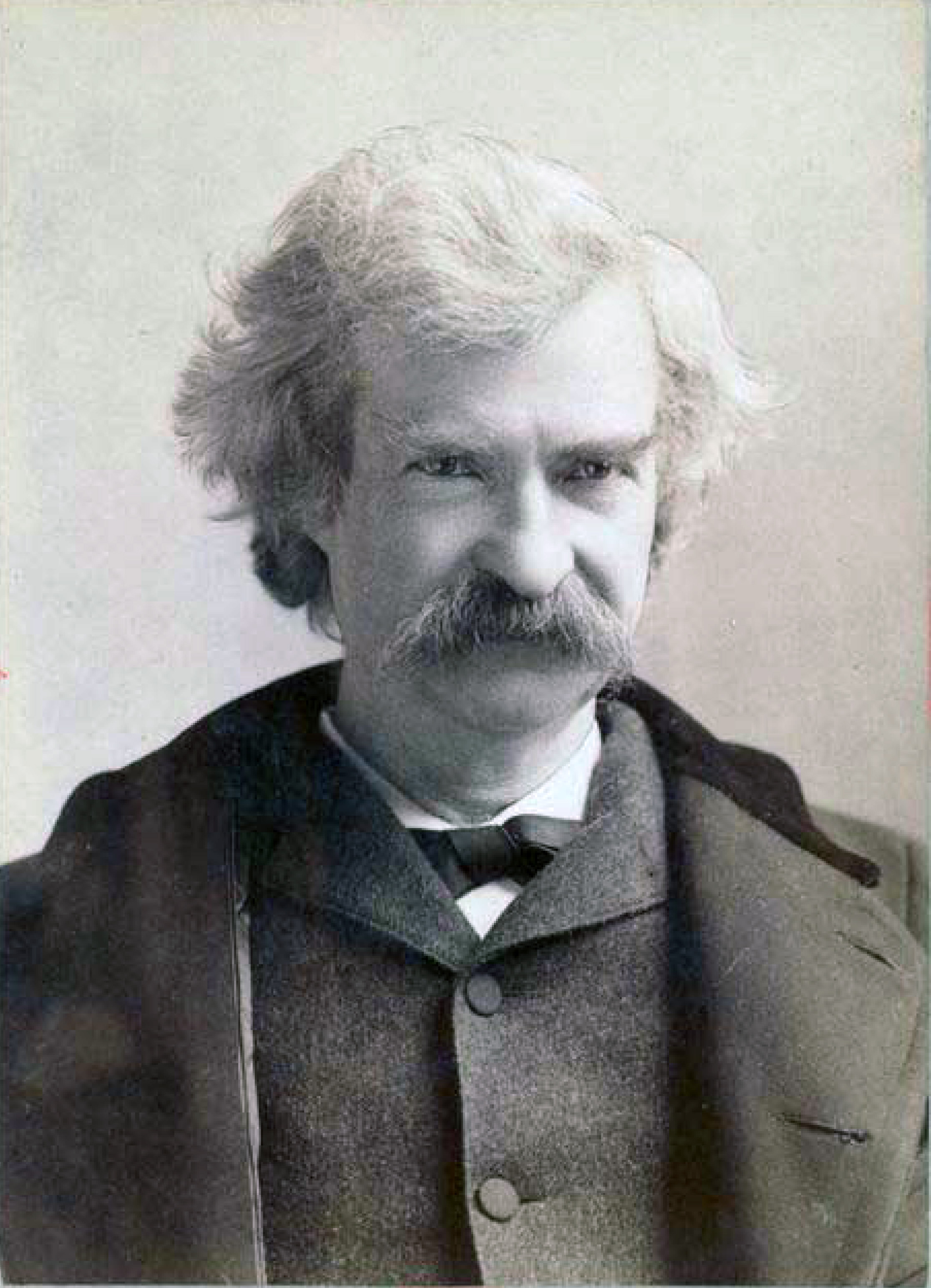
Mark Twain em 1895.
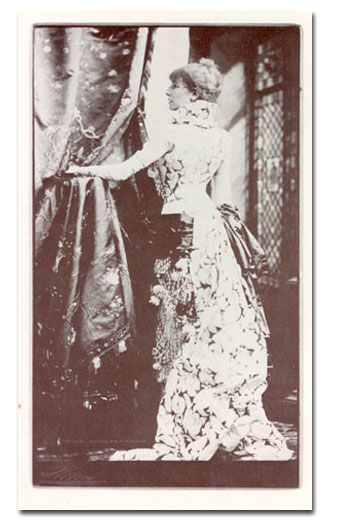
Atriz Sarah Bernhardt, 1891.
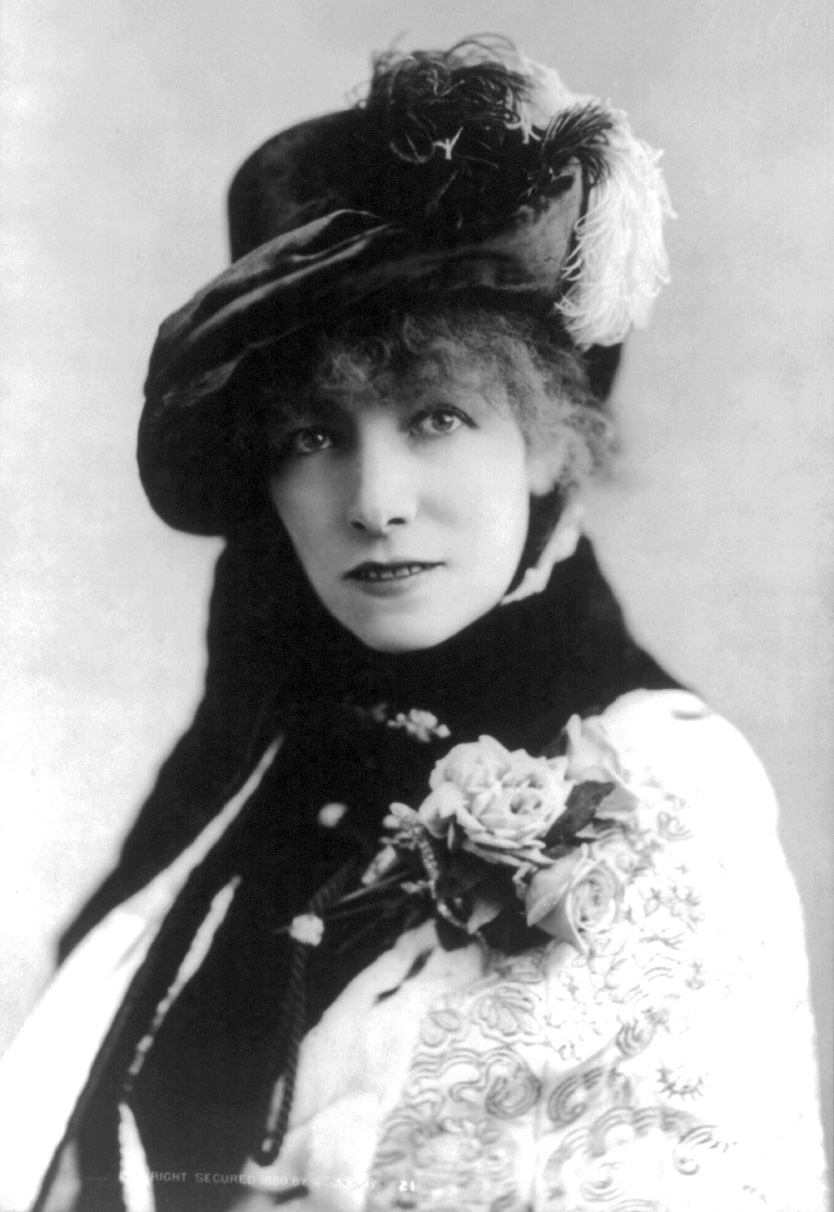
Sarah Bernhardt, 1880.
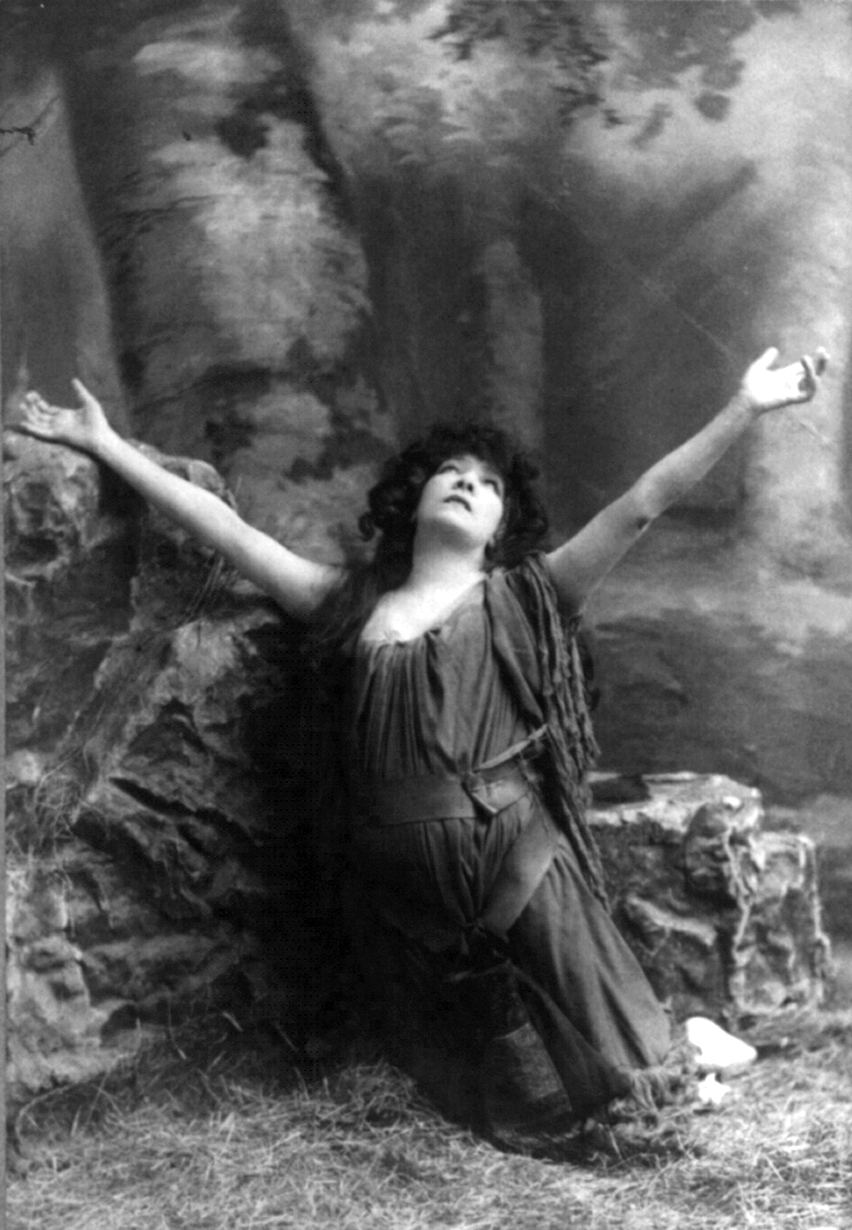
Sarah Bernhardt, 1892.
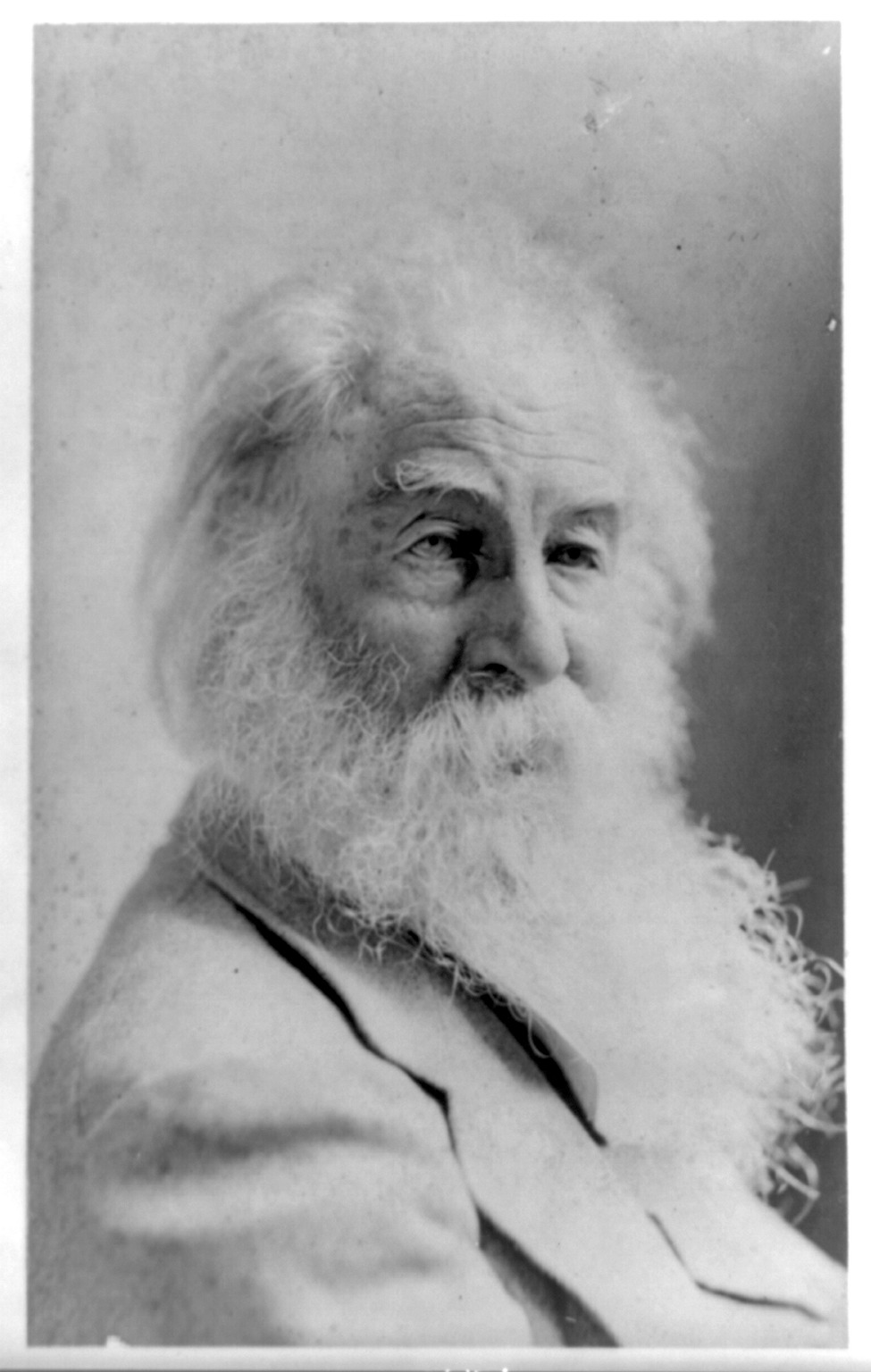
Walt Whitman, entre 1880 e 1892.
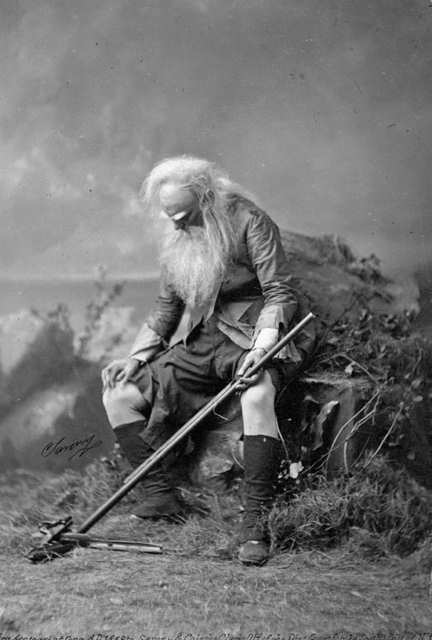
Joseph Jefferson como Rip Van Winkle, 1869.
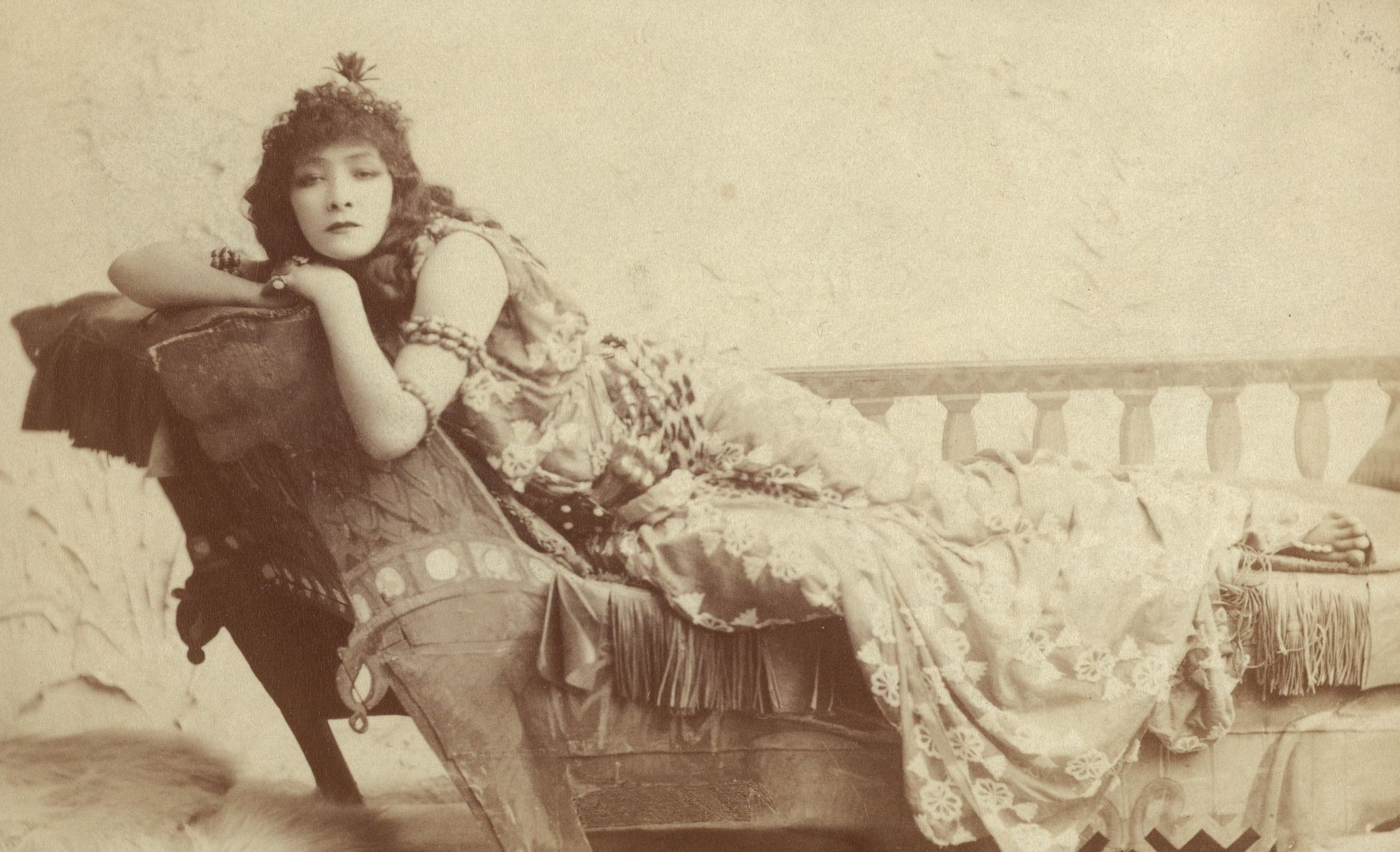
Sarah Bernhardt como Cleópatra, 1891.
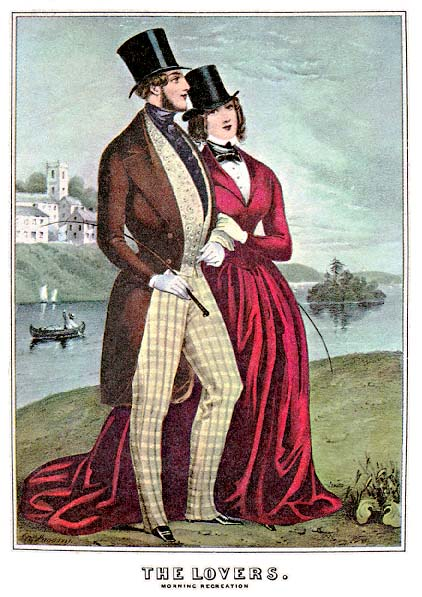
Impressão de 1850 de Sarony e Major.
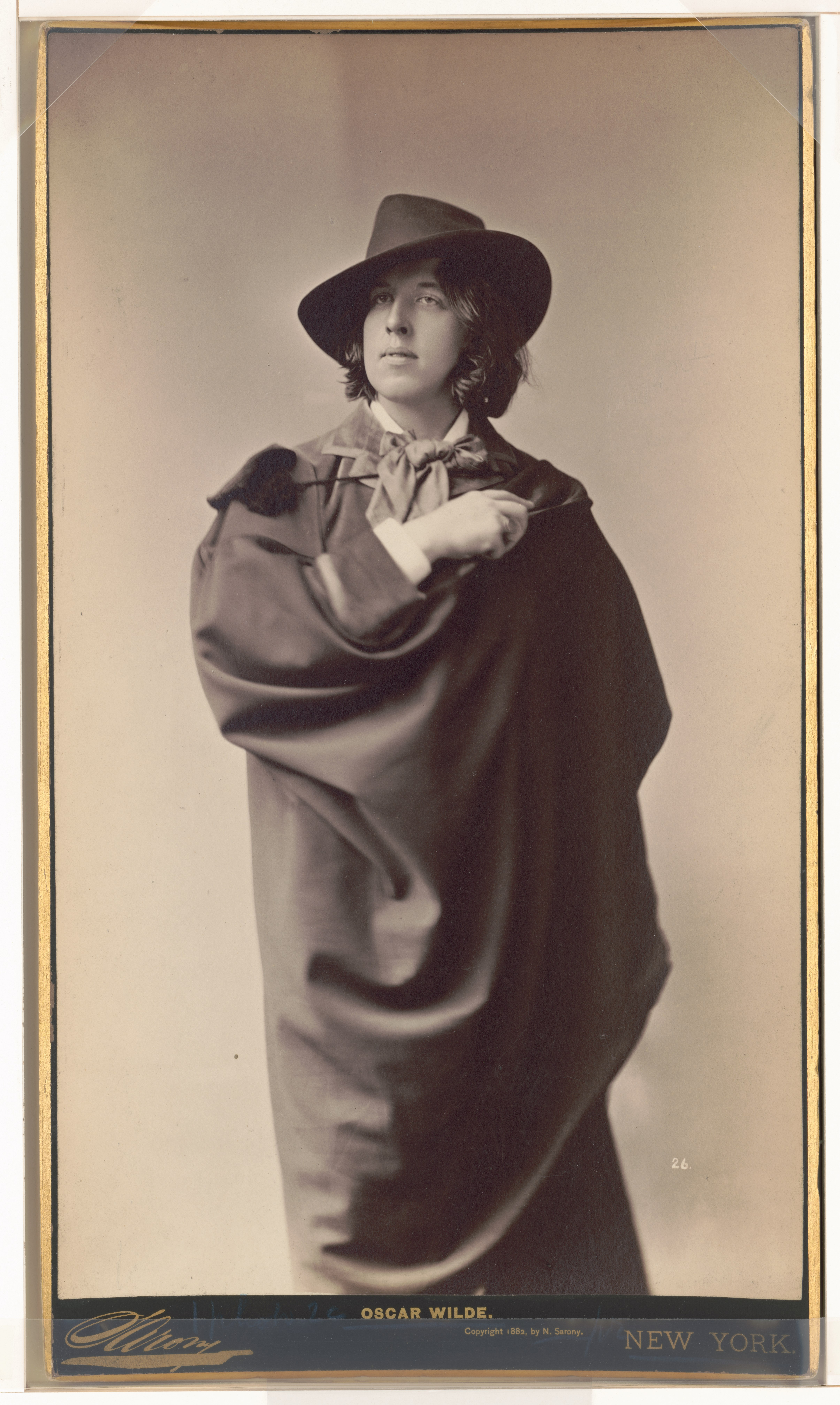
Oscar Wilde, 1882.
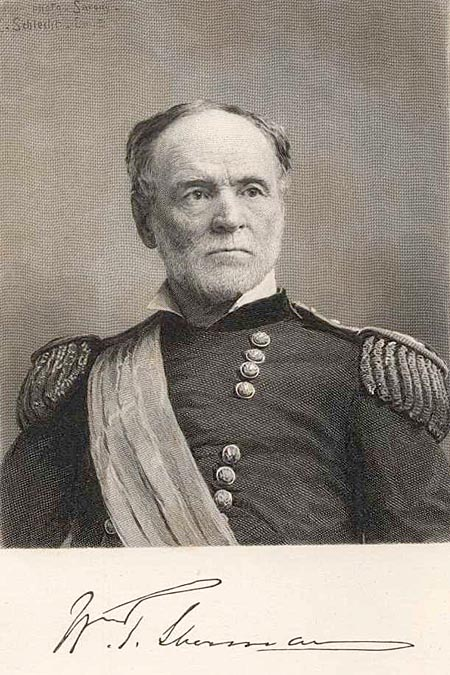
Em 1888, Sarony fotografou William T. Sherman, três anos antes de morrer em 1891. A fotografia de Sarony seria usada como modelo para a gravura do primeiro selo postal de Sherman.
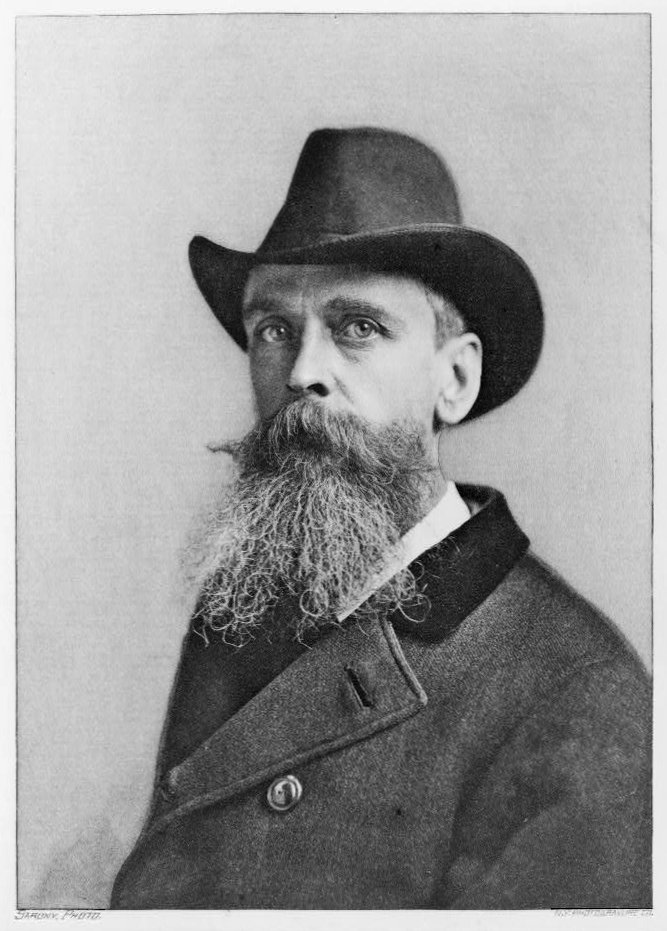
Artista Thomas Moran, ca. 1890-1896
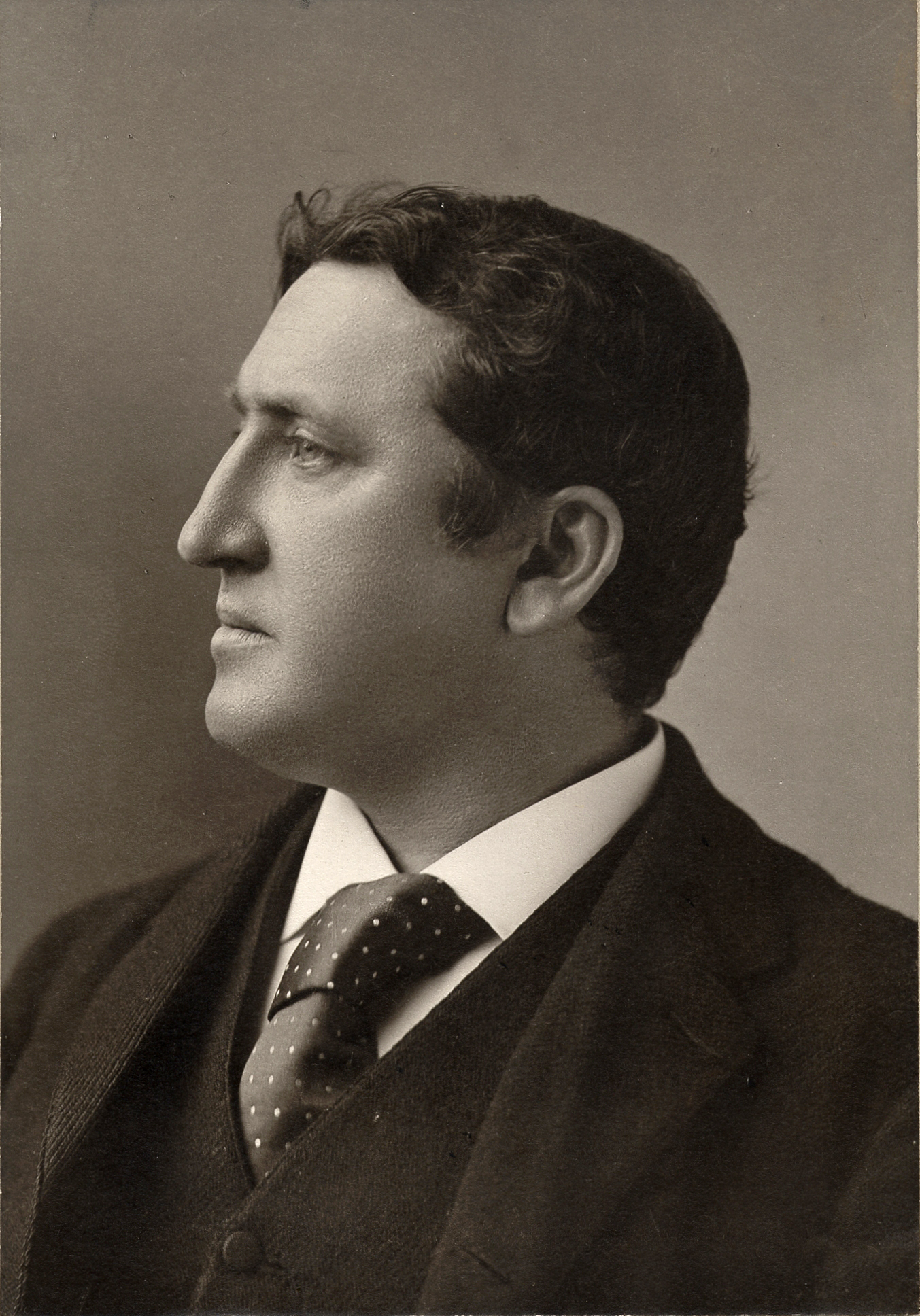
Retrato de James Huneker c. 1890
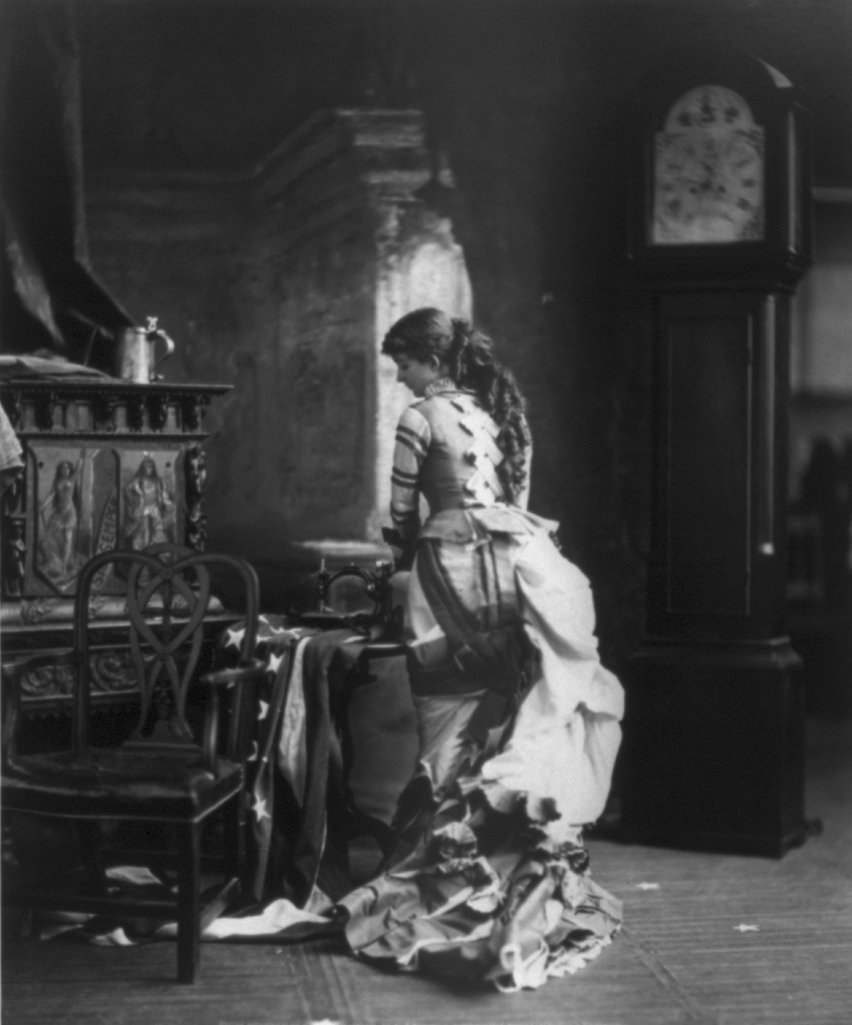
"Sarony's Centennial Tableaux", mostrando uma jovem fazendo a bandeira dos EUA em uma máquina de costura, c. 1876
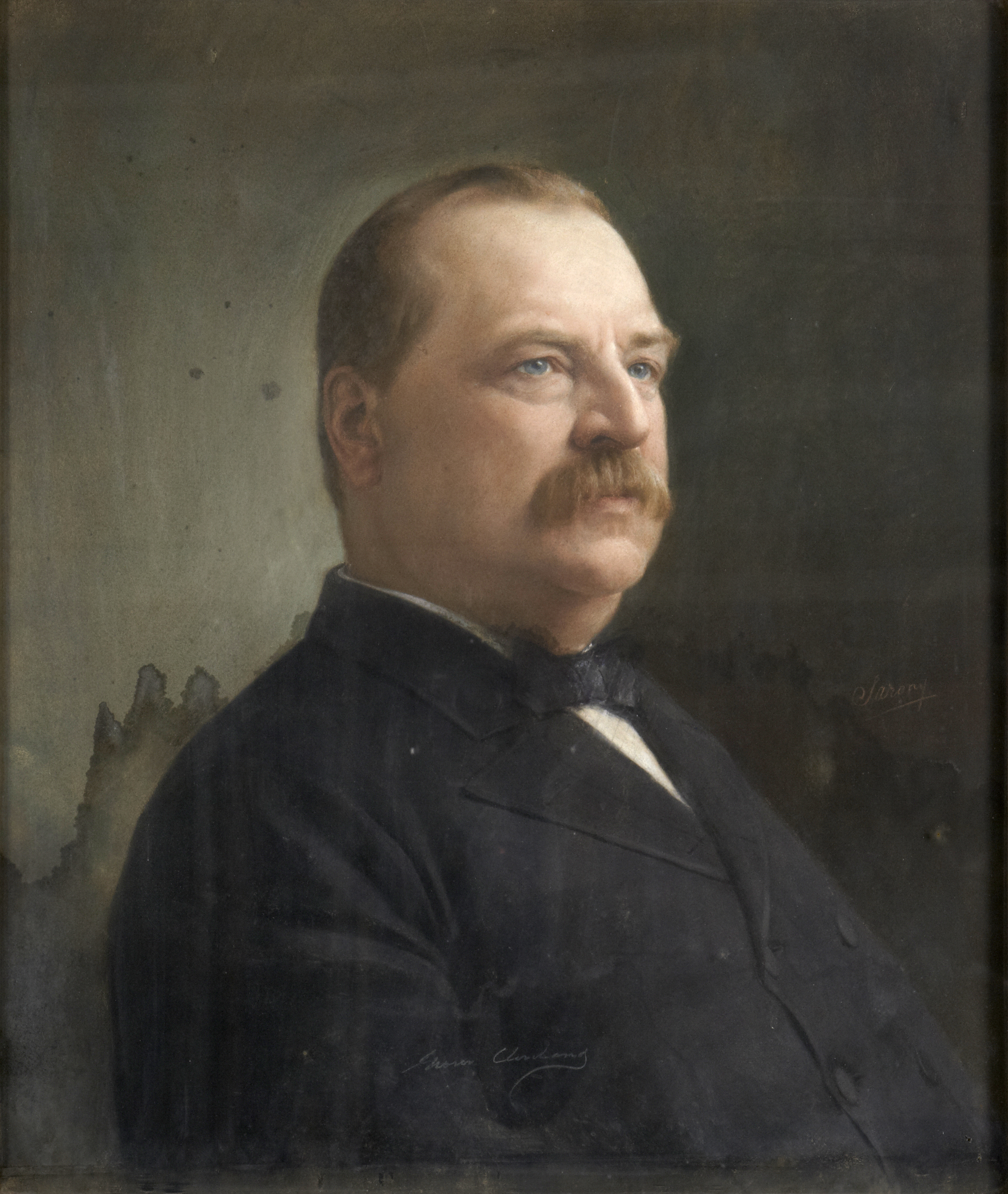
(Stephen) Grover Cleveland, 1882, Princeton University Art Museum
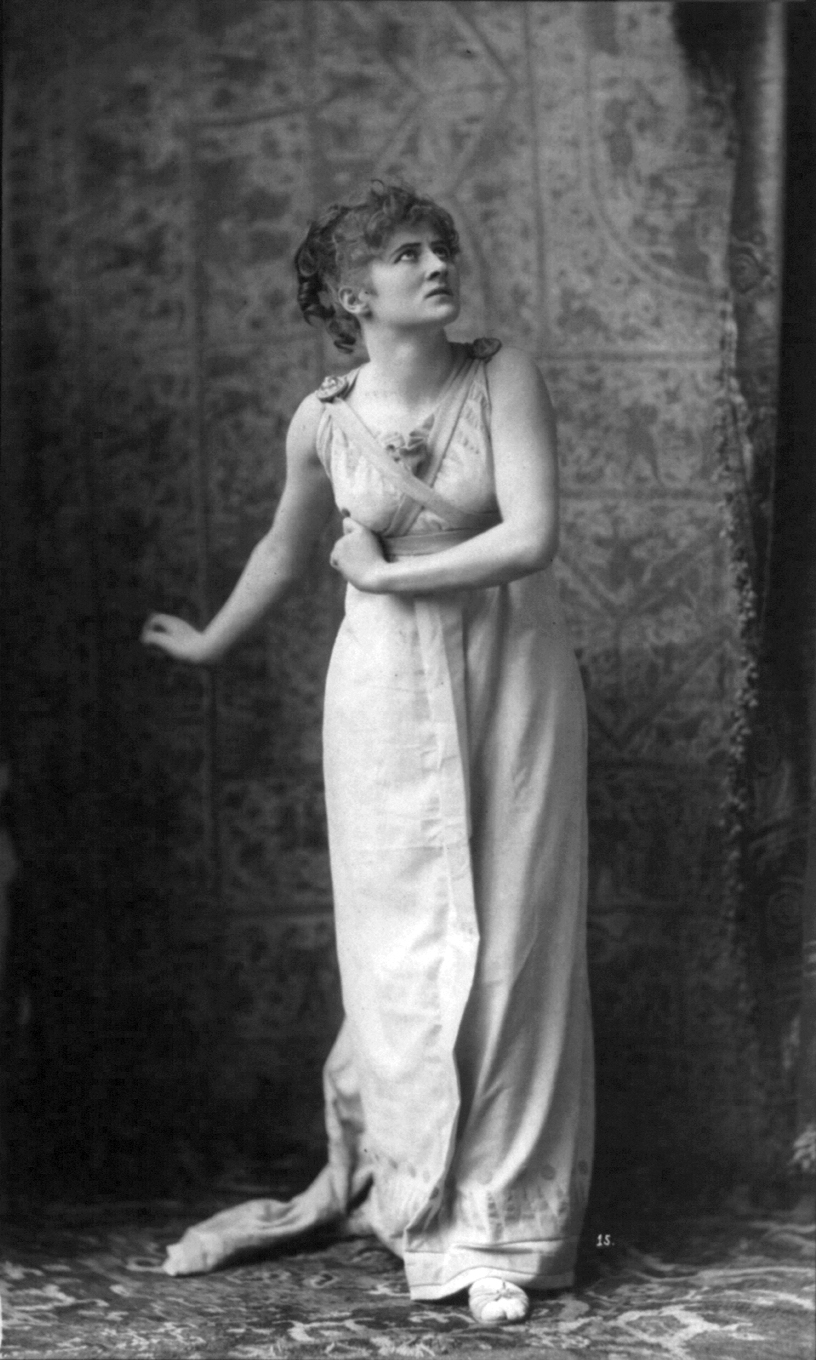
Mary Anderson como Partênia, 1883.